# Djordje Žebeljan
Djordje Žebeljan, slovenski inženir strojništva in politik, * 1965, Maribor.
Med 16. septembrom 2002 in 14. avgustom 2004 je bil državni sekretar Republike Slovenije na Ministrstvu za okolje, prostor in energijo Republike Slovenije.